# Prionostemma plaumanni
Prionostemma plaumanni is een hooiwagen uit de familie Sclerosomatidae.